# Нови талас
Нови талас (познат и као нови вал, енгл. new wave) је музички жанр који је постојао од краја '70-их до половине '80-их година 20. века. Настао је из панк рока као реакција на популарну музику из 1970-их. У новом таласу су присутни и утицаји стилова рокенрола пре хипи времена, регеа, пауер попа, мод поткултуре, електронске музике, диска, фанка итд. Често се сматра комерцијалнијом и популарнијом врстом панка.

## Примери бендова новог таласа
| - -{Adam and the Ants - Bow Wow Wow - Blondie - Boomtown Rats - The Cars - China Crisis - Culture Club - The B-52's - Devo - Duran Duran - Echo & the Bunnymen - Elvis Costello | - Eurythmics - The Go-Go's - Nina Hagen - Billy Idol - Joe Jackson - The Jam - Japan - Joy Division - The Knack - Annabel Lamb - Lene Lovich - Madness - након првог албума | - Martha and the Muffins - Men at Work - Mental as Anything - Modern English - Hazel O'Connor - New Order - Plastic Bertrand - Psychedelic Furs - Radio Stars - Reeperbahn - The Runaways - The Police | - Ramones - The Selecter - након првог албума - The Special AKA - The Specials - након првог албума - Tears for Fears - Talking Heads - Television - The The - Tom Tom Club - Wall of Voodo - Ultravox - Yazoo}- |

## Бендови новог таласа у СФРЈ
Из СР Словеније:
- Берлински зид (Љубљана)
- Булдожер (Љубљана)
- Група 92 (Љубљана)
- Лачни Франц (Марибор)
- Отроци социјализма (Љубљана)
- Панкрти (Љубљана)

Из СР Хрватске:
- Аеродром (Загреб) - само албум Танго банго
- Аниматори (Славонски Брод)
- Азра (Загреб)
- Филм (Загреб)
- Хаустор (Загреб)
- Мртви канал (Ријека)
- Параф (Ријека)
- Парламент (Загреб)
- Парни ваљак (Загреб) - само албум Вруће игре
- Патрола (Загреб)
- Прљаво казалиште (Загреб) - неколико албума укљ. Црно бијели свијет
- Стидљива љубичица (Врбовец)
- Термити (Ријека)
- Звијезде (Загреб)
- Ксенија (Ријека/Загреб) - први период

Из СР Србије:
- Безобразно зелено (Београд) - први период
- Булевар (Београд)
- Дефектно ефектни (Београд)
- Чиста проза (Нови Сад)
- Екатарина Велика (Београд)
- Електрични оргазам (Београд)
- Идоли (Београд)
- Контраритам (Нови Сад)
- Ла страда (Нови Сад)
- Лабораторија звука (Нови Сад)
- Луна (Нови Сад)
- Пекиншка патка (Нови Сад)
- Паста ЗЗ (Београд)
- Петар и зли вуци (Београд)
- Пилоти (Београд) - први период
- Профили профили (Београд)
- Радничка контрола (Београд)
- Шарло акробата (Београд)
- ТВ морони (Београд)
- Урбана герила (Београд)
- У шкрипцу (Београд) - први период
- ВИА Талас (Београд)
- Зана (Београд) - само први албум

Из СР Босне и Херцеговине
- Бијело дугме (Сарајево) - само албум Доживјети стоту

Из СР Македоније:
- Цилиндар (Скопље)
- Токму така (Скопље)
- Уста на уста (Скопље)